# Округ Сентер (Пенсилванија)
Округ Сентер (енгл. Centre County) је округ у америчкој савезној држави Пенсилванија.

## Демографија
По попису из 2010. године број становника је 153.990, што је 18.232 (13,4%) становника више него 2000. године.
| Група             | 2000.           | 2010.           |
| Белци             | 123.055 (90,6%) | 135.427 (87,9%) |
| Афроамериканци    | 3.544 (2,6%)    | 4.638 (3,0%)    |
| Азијати           | 5.373 (4,0%)    | 7.986 (5,2%)    |
| Хиспаноамериканци | 2.243 (1,7%)    | 3.690 (2,4%)    |
| Укупно            | 135.758         | 153.990         |